# Terrence Terrell
Terrence Terrell (* 30. August 1984 in Cleveland, Mississippi) ist ein US-amerikanischer Schauspieler.

## Leben
Terrell wurde am 30. August 1984 in Cleveland geboren, wo er auch aufwuchs. Er debütierte 2010 im Kurzfilm Menages als Filmschauspieler. Es folgten in den nächsten Jahren Besetzungen in weiteren Kurz- sowie Fernsehfilmen und er war als Episodendarsteller in den Fernsehserien wie My Roommate the, The Mindy Project, Ice, Criminal Minds und Better Things zu sehen. 2017 wirkte er als ein Ork im Film Bright mit. 2018 stellte er wiederkehrende Rollen in der Miniserie Unsolved sowie in der Fernsehserie Giants dar. 2019 verkörperte er unter anderen in der Fernsehserie First Wives Club die Rolle des Wesley und in Bigger die Rolle des Reggie. 2020 wirkte er in vier Episoden der Fernsehserie Bosch als Marvel mit. Ab demselben Jahr bis einschließlich 2021 spielte er in insgesamt 21 Episoden der Fernsehserie B Positive die Rolle des Eli Russell. 2023 stellte er im Netflix Original Völlig zerstört die Rolle des Navy SEAL Trunk dar. 2024 spielte er in der Fernsehserie Fight Night die Rolle des Boone Davis.

## Filmografie (Auswahl)
- 2010: Menages (Kurzfilm)
- 2011: My Roommate the (Fernsehserie, Episode 2x14)
- 2011: The EyE of Genie Strauss (Kurzfilm)
- 2011: Innocent Eyes (Kurzfilm)
- 2012: The Dramatical Experience (Fernsehfilm)
- 2012: Dark Claw (Fernsehfilm)
- 2012: Jack (Kurzfilm)
- 2013: The Mindy Project (Fernsehserie, Episode 1x22)
- 2015: Meet the Dramatics (Fernsehfilm)
- 2016: Ice (Fernsehserie, Episode 1x01)
- 2016: Criminal Minds (Fernsehserie, Episode 12x07)
- 2016: Tinderellas (Fernsehserie, Episode 1x01)
- 2017: Better Things (Fernsehserie, Episode 2x06)
- 2017: Cereal Battle (Kurzfilm)
- 2017: Bright
- 2017: When It All Falls (Kurzfilm)
- 2017–2018: Wade’s World (Fernsehserie, 2 Episoden)
- 2018: Scorpion (Fernsehserie, Episode 4x20)
- 2018: Unsolved (Miniserie, 3 Episoden)
- 2018: Mittendrin und kein Entkommen (Stuck in the Middle, Fernsehserie, Episode 3x10)
- 2018: Giants (Fernsehserie, 5 Episoden)
- 2018: Modern Family (Fernsehserie, Episode 9x22)
- 2018: Sorry for Your Loss (Fernsehserie, Episode 1x08)
- 2018: Shameless (Fernsehserie, Episode 9x06)
- 2019: Black-ish (Fernsehserie, Episode 5x21)
- 2019: First Wives Club (Fernsehserie, 3 Episoden)
- 2019: Bigger (Fernsehserie, 7 Episoden)
- 2020: Bosch (Fernsehserie, 4 Episoden)
- 2020: Batwoman (Fernsehserie, Episode 1x20)
- 2020: Junebug (Kurzfilm)
- 2020: Room 104 (Fernsehserie, Episode 4x08)
- 2020–2021: B Positive (Fernsehserie, 21 Episoden)
- 2022: The Best Man – The Final Chapters (Fernsehserie, 2 Episoden)
- 2023: Völlig zerstört (Obliterated, Fernsehserie, 8 Episoden)
- 2024: The Coldest Case: The Past Has A Long Memory (Podcastserie, 2 Episoden)
- 2024: Fight Night (Fight Night: The Million Dollar Heist, Fernsehserie, 4 Episoden)